# 角螯蟹科
角螯蟹科（學名：Cheiragonidae）是短尾下目以下的一個科，原屬黃道蟹總科，現時是角螯蟹總科（Cheiragonoidea）之下唯一的一個科。全個科只有兩個屬兩個品種，即：Telmessus 及 毛甲蟹屬（Erimacrus）兩個屬。